# A3チャンピオンズカップ
A3チャンピオンズカップ（エースリーチャンピオンズカップ）は、かつて行われていたクラブチームによるサッカーの国際大会である。日本プロサッカーリーグ、韓国プロサッカー連盟、中国サッカー協会が持ち回りで開催し、各国内リーグ戦の前年度優勝クラブに主催団体・協会の推薦チーム（中韓は国内リーグ戦前年度準優勝チーム、日本はJリーグカップ前年度優勝チームが参加）を加えた4チームの1回戦総当りで優勝を争っていた。
2003年から2007年まで開催されたが、2008年の大会は後述の収益金不払い問題で中止された。なお、以降開催されていない。

## 概要
- FIFAワールドカップ・日韓大会の開催を契機とした東アジア地域の交流とサッカーレベルの向上を目的に、2003年に開始された。「A3」の「A」は「Asia」の頭文字、「3」は日中韓3カ国を表し、この大会の理念を象徴している。
- 2004年大会は、AFCチャンピオンズリーググループリーグ戦と日程が重なった。
- 2005年大会は、ACLとの日程の重複は回避されたが、A3とACLの両大会に出場するチームが殆どであるため、事実上それらのチーム同士のプレシーズンマッチとほとんど変わらない状態となった。
- 2006年大会は、開催時期を従来の2月から8月に変更した。
- 2007年大会は、大会運営にかかわった韓国の広告代理店から中国サッカー協会に収益金が支払われていないため、参加チームへの賞金未払いの問題が発生、運営面の稚拙さも露呈した。また、2006年のガンバ大阪にも賞金が支払われていないことが判明し、Jリーグは賞金が全額支払われるまでA3に所属クラブを派遣しないことを決定した。さらにJリーグ公式サイトから、A3公式サイトへのリンクが削除されたがJリーグはこの件について公式のコメントを発表していない。なおA3公式サイトは現在残っていない。
- 2008年大会（韓国）は結局開催されず、AFCチャンピオンズリーグおよびパンパシフィックチャンピオンシップの充実や過密日程などの問題を抱えていることから、それ以後も復活開催することなく、事実上休眠の状態となった。

## 大会名称
- A3 マツダ チャンピオンズカップ（2003年）
- A3 NISSAN チャンピオンズカップ（2004年 - 2005年）
- A3チャンピオンズカップ（冠スポンサーなし、2006年 - 2007年）

## 結果
| 年度 | 開催地                          | 優勝                                         | 準優勝                                   | 3位                                              | 4位                                       |
| ---- | ------------------------------- | -------------------------------------------- | ---------------------------------------- | ------------------------------------------------ | ----------------------------------------- |
| 2003 | 日本 国立霞ヶ丘競技場陸上競技場 | 鹿島アントラーズ （Jリーグカップ2002優勝）   | 大連実徳 （甲Aリーグ2002優勝）           | 城南一和天馬 （Kリーグ2002優勝）                 | ジュビロ磐田 （Jリーグ2002優勝）          |
| 2004 | 中国 上海虹口足球場             | 城南一和天馬 （Kリーグ2003優勝）             | 横浜F・マリノス （Jリーグ2003優勝）      | 上海申花 （甲Aリーグ2003優勝）                   | 上海国際 （甲Aリーグ2003準優勝）          |
| 2005 | 韓国 済州ワールドカップ競技場   | 水原三星ブルーウィングス （Kリーグ2004優勝） | 浦項スティーラース （Kリーグ2004準優勝） | 横浜F・マリノス （Jリーグ2004優勝）              | 深圳健力宝 （中国スーパーリーグ2004優勝） |
| 2006 | 日本 国立霞ヶ丘競技場陸上競技場 | 蔚山現代 （Kリーグ2005優勝）                 | ガンバ大阪 （Jリーグ2005優勝）           | ジェフユナイテッド千葉 （Jリーグカップ2005優勝） | 大連実徳 （中国スーパーリーグ2005優勝）   |
| 2007 | 中国 山東省体育中心体育場       | 上海申花 （中国スーパーリーグ2006準優勝）    | 山東魯能 （中国スーパーリーグ2006優勝）  | 浦和レッズ （Jリーグ2006優勝）                   | 城南一和天馬 （Kリーグ2006優勝）          |

## 統計

### クラブ別成績
| クラブ名                 | 優 | 準 | 三 | 四 |
| ------------------------ | -- | -- | -- | -- |
| 城南一和天馬             | 1  | 0  | 1  | 1  |
| 上海申花                 | 1  | 0  | 1  | 0  |
| 鹿島アントラーズ         | 1  | 0  | 0  | 0  |
| 水原三星ブルーウィングス | 1  | 0  | 0  | 0  |
| 蔚山現代                 | 1  | 0  | 0  | 0  |
| 横浜F・マリノス          | 0  | 1  | 1  | 0  |
| 大連実徳                 | 0  | 1  | 0  | 1  |
| 浦項スティーラース       | 0  | 1  | 0  | 0  |
| ガンバ大阪               | 0  | 1  | 0  | 0  |
| 山東魯能                 | 0  | 1  | 0  | 0  |
| ジェフユナイテッド千葉   | 0  | 0  | 1  | 0  |
| 浦和レッズ               | 0  | 0  | 1  | 0  |
| ジュビロ磐田             | 0  | 0  | 0  | 1  |
| 上海国際                 | 0  | 0  | 0  | 1  |
| 深圳健力宝               | 0  | 0  | 0  | 1  |

### クラブ所在国別成績
| 国名           | 優 | 準 | 三 | 四 |
| -------------- | -- | -- | -- | -- |
| 韓国           | 3  | 1  | 1  | 1  |
| 日本           | 1  | 2  | 3  | 1  |
| 中華人民共和国 | 1  | 2  | 1  | 3  |